# Europa continental
L'Europa continental és el continent d'Europa amb l'exclusió explícita de les illes adjacents, especialment les illes Britàniques —és a dir, el Regne Unit, l'illa de Man, les Illes Anglonormandes i Irlanda, entre d'altres— i Islàndia. En un sentit geogràfic més estricte, se n'haurien d'excloure també altres regions insulars com ara Sicília, Sardenya, Creta i les altres illes gregues, Còrsega, Malta i les illes Balears, per exemple. Les illes Canàries o Madeira, tot i que pertanyen a estats europeus (Espanya i Portugal, respectivament) i són considerades regions europees a l'efecte administratiu, geogràficament no hi tenen res a veure.